# Каркалай (Увинский район)
Каркала́й — село и железнодорожная платформа в Увинском районе Удмуртской Республики, на 60-м км Горьковской железной дороги (участок Ижевск—Ува).
Административный центр муниципального образования Каркалайское.

## Географическое положение
Село расположено в 12 км от районного центра посёлка Ува, на речке Каркалайка.

## История
Село появилось в 1925 году как железнодорожная станция, которая получила своё название от соседних деревень Большой и Малый Каркалай. Тогда же в нём был образован леспромхоз, который в скором времени стал одним из ведущих лесозаготовительных предприятий Удмуртии. В 1954 году из села Мушковай в посёлок Каркалай переведён сельсовет, который также переименован в Каркалайский.
В 1959 году леспромхоз был закрыт по причине нерентабельности. На его материальной базе была сформирована исправительно-трудовая колония № 3 МВД СССР. Она стала основным местом работы большинства жителей станции. До начала двухтысячных колония обладала самой большой промышленной зоной на территории Удмуртии среди пенициарных учреждений. В 2010-х это была колония общего режима — ФКУ «ИК № 3 УФСИН России по Удмуртской Республике». В 2022 году режим сменился на колонию-поселение (КП-3).
Сегодня[когда?]

 в посёлке 17 улиц, самая старая из них — улица Школьная, возникшая в 1936 году. (недоступная ссылка)

## Объекты социальной сферы
- Каркалайская средняя общеобразовательная школа — учится 141 школьник[5].
- Каркалайский детский сад[5].
- В селе имеется также библиотека, медпункт, клуб, несколько магазинов, отделение «СберБанка» и почта.